# 拉旺多杰
拉旺多杰（藏語：ཀུན་སྤངས་ལྷ་དབང་རྡོ་རྗེ，威利转写：kun spangs lha dbang rdo rje，?—?），16世纪晚期西藏藏巴王朝的首领。
拉旺多杰是辛厦巴才丹多杰九子之一，才丹多杰在1565年创立了藏巴王朝。当他的父亲还活着，他卷入地区贵族家庭的争议。两个兄弟叫南喀坚赞和扎西Tobgyal分歧。拉旺多杰支持哥哥。他父亲才丹多杰支持他的判断，禁止扎西Tobgyal在后藏，迫使他流亡前藏。扎西多吉(Tashi Tobgyal, 1550?-1603)是宁玛派喇嘛强巴却吉坚赞（Jampa Chokyi Gyaltsen）的弟子，精通密宗仪式。据说为了复仇，他执行密宗仪式诅咒辛厦巴。拉旺多杰住进在日喀则宗（城堡）。他继位日期不清楚，但据资料他在1582年已经即位。1600年，他的弟弟丹松旺波在后藏掌权。